# قشلاق قرة درة حاجي عليش (مقاطعة بيله سوار)
قشلاق قرة درة حاجي عليش (بالفارسية: قشلاق قره دره حاجی علیش) هي منطقة سكنية تقع في إيران في أردبيل. يقدر عدد سكانها بـ 54 نسمة .